# Delphinium crassicaule
Delphinium crassicaule är en ranunkelväxtart som beskrevs av Carl Friedrich von Ledebour. Delphinium crassicaule ingår i släktet storriddarsporrar, och familjen ranunkelväxter. Inga underarter finns listade i Catalogue of Life.